# 孝恭王后
孝恭王后（효공왕후，?—?）李氏，是朝鮮王朝開國君主太祖李成桂的高祖母，本貫平昌。朝鮮王朝建立後，李成桂追封高祖母為孝妃（효비），到朝鮮太宗時加上尊號孝恭，谥号全稱孝恭王后，葬安陵（안릉）。

## 家族
- 父：千牛衛長史李公肅
- 夫：朝鮮穆祖李安社
  - 子：安川大君李於仙、安原大君李珍、安豐大君李精、朝鮮翼祖李行里、安昌大君李梅拂、安興大君李球壽